# Linda Fransson
Linda Fransson, född 26 april 1989, är en svensk före detta fotbollsspelare.
Hon spelade i Umeå Södra FF när de spelade i Damallsvenskan säsongen 2008. Hon gick till Sunnanå SK inför säsongen 2009.

## Meriter
- 10 maj 2009 gjorde hon ett så kallat hat-trick mot Stattena IF. Hon gjorde 2-0, 3-0 och 4-0 i andra halvlek.[1]